# Empire I: World Builders
Empire I: World Builders est un jeu vidéo de rôle développé par David Mullich et publié par Edu-Ware en 1981 sur Apple II. 
Il trouve son origine dans le jeu vidéo de rôle Space, programmé par Steven Pederson et publié par Edu-Ware en 1979. Sous le menace d’un procès pour violation du droit d’auteur de l’éditeur Game Designers Workshop de Traveller, dont il s’inspire ouvertement, Space est cependant retiré du marché par Edu-Ware. L’éditeur charge alors David Mullich de nettoyé le programme de son contenu répréhensible afin d’en tirer un nouveau jeu. Celui-ci améliore également le programme en y ajoutant des graphismes et en remplaçant son interface à base de menus par une interface en ligne de commande similaire à celle de nombreux jeux d’aventure de l’époque. 
Le jeu se déroule dans un univers de science-fiction dans lequel le joueur incarne un mineur, un missionnaire ou un exploitant,. À ce titre, il explore la galaxie et participe au développement d’un empire interstellaire dominé par l’humanité. 
Empire I a eu deux suites ; Empire II: Interstellar Sharks (1982) et Empire III: Armageddon (1983). 
Le jeu a été traduit en français en 1982, sous le titre Les bâtisseurs d'empire, par Computerre, distributeur québécois de jeux vidéo ; il fut distribué en France par Ciel Bleu, alors importateur exclusif en France des programmes de Computerre. 